# Margaret Hurlstone Hardy Fallding
Margaret Hurlstone Hardy Fallding (18 de julio de 1920 - 30 de mayo de 2004) fue una bióloga del desarrollo en Australia y Canadá que estudió los folículos pilosos.

## Biografía
Margaret "Peggy" Hurlstone Hardy nació en Sídney, Australia, en 1920 y creció en Brisbane, Queensland. Era científica de tercera generación: hija única del entomólogo australiano George Hudleston Hurlstone Hardy y nieta del ingeniero y entomólogo aficionado británico George Hurlstone Hardy. El padre de Peggy trabajó en el departamento de biología de la Universidad de Queensland, donde obtuvo una beca Walter y Eliza Hall en Biología Económica de 1922 a 1933. La madre de Peggy, Martha Elizabeth Olive Harris, fue maestra de escuela de Tasmania.
Peggy asistió a Somerville House, donde fue directora del colegio en 1937, y luego se matriculó en la Universidad de Queensland en 1938. Se licenció (con matrícula de honor) en zoología y recibió una medalla al mérito en 1942. En 1940 obtuvo la beca Duncan McNaughton y en 1943, tras completar su licenciatura en zoología, se le concedió la misma beca en biología económica que había obtenido su padre.
Hardy trabajó en la Universidad de Sídney y en el Laboratorio de Salud Animal CSIR McMaster durante su beca, estudiando la tolerancia al calor, la piel y las fibras de las ovejas. En McMaster, conoció a Helen Newton Turner, quien se convirtió en colaboradora científica y amiga de toda la vida.

## Carrera
En 1945, Hardy fue nombrada ayudante de investigación en el CSIR después de que su mentor Harold Burnell Carter rebatiera los argumentos de que las mujeres eran "una mala inversión". En 1947 ingresó en la Universidad de Cambridge y estudió en el Newnham College. En 1949 se doctoró en zoología bajo la dirección de la bióloga celular Dame Honor Fell. 
Después de regresar a Australia, Hardy se convirtió en vicedirectora del Colegio de Mujeres de la Universidad de Sídney y miembro de la junta de referencia de la "Misión en la Universidad" de la Unión Evangélica en 1951. Fue en Sídney donde Hardy conoció al sociólogo y poeta Harold Fallding, quien compartió su enfoque intelectual del evangelismo cristiano. En 1954, el reverendo Marcus Loane, futuro primado anglicano, ofició la boda de Hardy con Fallding en la capilla del Moore College, convirtiéndose en Margaret Hardy-Fallding. Se vio obligada a dejar su trabajo en la Organización de Investigación Científica e Industrial de la Commonwealth porque el servicio público australiano se negaba a emplear a mujeres casadas. Sin embargo, el CSIRO fue incapaz de encontrar una sustituta y volvió a contratarla.
Poco después, Margaret "tuvo que frenar el cultivo de folículos pilosos embrionarios porque estaba cultivando un embrión humano". Tuvo tres hijos, todos atendidos por su amiga Margaret Mulvey, apodada la "madre de la obstetricia australiana", antes de retomar su carrera científica.
En la década de 1960, los Fallding se trasladaron a Norteamérica, donde Margaret trabajó en la Universidad de Columbia, en Nueva York, antes de incorporarse en 1966 a la plantilla de la Facultad de Veterinaria de Ontario, en Canadá, como su segunda mujer en el cuerpo docente. Allí enseñó embriología e histología en el departamento de ciencias biomédicas de la Universidad de Guelph. En ambos países, las normas contra el nepotismo le impedían acceder a puestos en las universidades donde trabajaba su marido, lo que la obligó a desplazarse a otras ciudades durante más de 30 años. Margaret se jubiló técnicamente en 1985 como profesora emérita, con cerca de 100 publicaciones en su currículum, pero continuó con su trabajo de laboratorio durante otra década. En 1985-6 fue presidenta de la sección de Guelph de Sigma Xi, la sociedad internacional de investigación científica.
Margaret Hardy Fallding murió en Guelph, Ontario, Canadá, en 2004. Le sobreviven su esposo, el profesor emérito Dr. Harold Joseph Fallding de la Universidad de Waterloo, tres hijas y una nieta.

## Legado
La investigación impulsada por la curiosidad de Hardy inspiró a una nueva generación de científicos de células madre a utilizar los folículos pilosos como "un sistema modelo accesible e intrincadamente hermoso".

## Selección de obras publicadas
- Hardy, MH (1951). El desarrollo de pelos  y vibrisas de la piel en cultivo de tejidos. Anales de la Academia de Ciencias de Nueva York, 53(3): 546-561.
- Hardy, MH, Fraser, AS y Short, BF (1952). Propagación del pigmento en autoinjertos de piel de oveja. Nature 170 (4333): 849.
- Hardy, MH, Biggers, JD y Claringbold, PJ (1953). Cornificación vaginal del ratón producida por estrógenos in vitro. Nature, 172 (4391): 1196.
- Hardy, MH y Lyne, AG (1956). Terminología propuesta para folículos de lana en ovejas. Nature, 177 (4511): 705.
- Carter, HB, Turner, HN y Hardy, MH (1958). La influencia de varios factores en algunos métodos para estimar la densidad de población de fibras y folículos en la piel de ovejas merinas. I. Métodos de delimitación de áreas de piel natural. Revista australiana de investigación agrícola, 9(2): 237–251.
- Hardy, MH (1967). Respuestas en piel embrionaria de ratón al exceso de vitamina A en cultivos organotípicos del tronco, labio superior y mandíbula inferior. Investigación celular experimental, 46(2): 367-384.
- Josefowicz, WJ y Hardy, MH (1978). La expresión del gen Asebia en el ratón de laboratorio: I. Epidermis y dermis. Investigación genética, 31(1): 53-65.
- Covant, HA y Hardy, MH (1988). Estabilidad de la morfogénesis glandular producida por retinoides en la bolsa de la mejilla del hámster recién nacido in vitro. Diario de Zoología Experimental, 246(2): 139-149.
- Brown, WR y Hardy, MH (1989). Mastocitos en piel de ratón Asebia. Revista de Dermatología Investigativa, 93(5): 708.
- Hardy, MH, Roff, E., Smith, TG, Ryg, M. (1991). Glándulas cutáneas faciales de focas anilladas y grises, y su posible función como órganos odoríferos. Canadian Journal of Zoology (Revue canadienne de zoologie), 69(1): 189-200.
- Hardy, MH (1992). La vida secreta del folículo piloso. Tendencias en genética, 8(2): 55-61.
- Hardy, MH y Vielkind, U. (1996). Cambios en los patrones de las moléculas de adhesión celular durante el desarrollo del folículo piloso del pelaje del ratón. 1. Morfogénesis del folículo en ratones de tipo salvaje. Acta Anat (Basilea), 157(3):169-82.